# GP Ouest France-Plouay 1995
De GP Ouest France-Plouay is een Franse eendagswedstrijd. De 59ste editie van de wedstrijd in 1995 werd verreden op 27 augustus en werd gewonnen door de Zwitser Rolf Järmann

## Uitslag[1]
| GP Ouest France-Plouay 1995 |                    |                            |          |
| Plaats                      | Naam               | Ploeg                      | Tijd     |
| Winnaar                     | Rolf Järmann       | MG Maglificio - Technogym  | 4u:53:29 |
| 2                           | Laurent Madouas    | Castorama                  | + 0.03"  |
| 3                           | Christian Henn     | Team Deutsche Telekom      | + 0.31"  |
| 4                           | Dimitri Konychev   | AKI-Gipiemme               | + 1.55"  |
| 5                           | Emmanuel Hubert    | Le Groupement              | z.t.     |
| 6                           | Laurent Desbiens   | Castorama                  | z.t.     |
| 7                           | Claude Lamour      | Mutuelle de Seine-et-Marne | z.t.     |
| 8                           | Didier Rous        | GAN                        | z.t.     |
| 9                           | Claudio Chiappucci | Carrera Jeans - Tassoni    | + 3.32"  |
| 10                          | Arvis Piziks       | Novell                     | z.t.     |
|                             |                    |                            |          |
| 20                          | Michael Boogerd    | Novell                     | + 5.43"  |